# 이케노타니역
이케노타니역(일본어: 池谷駅)은 일본 도쿠시마현 나루토시에 위치한 시코쿠 여객철도의 철도역이다. 고토쿠 선의 소속역이지만, 나루토 선이 이 역을 기.종점으로 하고 있어, 2개의 노선을 운영하고 있다. 대부분의 열차는 고토쿠 선 경유로 도쿠시마 역에 발착한다. 역 번호는 T04, N04이며, 섬식 승강장 2면 4선의 복합 승강장 구조를 갖춘 지상역이다.

## 타는 곳
| 1 · 2 | ■ 고토쿠 선 | 이타노 · 시도 · 리쓰린 · 다카마쓰 방면     | (도쿠시마 방면으로부터) |
| 1 · 2 | ■ 고토쿠 선 | 도쿠시마 · ■ 무기 선 직통 아난 · 무기 방면 | (다카마쓰 방면으로부터) |
| 3     | ■ 나루토 선 | 나루토 방면                                | (도쿠시마 방면으로부터) |
| 4     | ■ 고토쿠 선 | 도쿠시마 방면                              | (나루토 방면으로부터)   |
| 4     | ■ 나루토 선 | 나루토 방면                                | (시·종착)               |

## 이용 현황
| 연도     | 하루 평균 | 연도     | 하루 평균 |
| 1995년도 | 163       | 2003년도 | 126       |
| 1996년도 | 176       | 2004년도 | 125       |
| 1997년도 | 172       | 2005년도 | 137       |
| 1998년도 | 160       | 2006년도 | 133       |
| 1999년도 | 137       | 2007년도 | 129       |
| 2000년도 | 133       | 2008년도 | 112       |
| 2001년도 | 124       | 2009년도 | 106       |
| 2002년도 | 123       | 2010년도 | 106       |
| -------- | --------- | -------- | --------- |

## 역 주변
- 나루토 시립 오아사 중학교

## 인접 역
| 시코쿠 여객철도 고토쿠 선       | 시코쿠 여객철도 고토쿠 선 | 시코쿠 여객철도 고토쿠 선   |
| ------------------------------- | ------------------------- | --------------------------- |
| T 07 아와카와바타 오카야마 방면 | 특급 '우즈시오'           | 도쿠시마 T 00 도쿠시마 방면 |
| T 05 반도 다카마쓰 방면         | 보통                      | 쇼즈이 T 03 도쿠시마 방면   |
| 시코쿠 여객철도 나루토 선       |                           |                             |
| N 05 아와오타니 나루토 방면     | 나루토 선                 | 시·종착역                   |